# 1960
Cette page concerne l'année 1960 (MCMLX en chiffres romains) du calendrier grégorien.
L'année 1960 est une année bissextile qui commence un vendredi.

## En bref
- 1er mai : incident de l’U-2.
- 16 mai : échec de la conférence au sommet de Paris.
- 4 juillet : début de la crise congolaise.
- 20 septembre : la quinzième version de l’Assemblée générale des Nations unies s’ouvre par l’adhésion de treize nouveaux États qui ont acquis leur indépendance durant l’année (Chypre, Togo, Cameroun, Madagascar, Somalie, Congo-Léopoldville, Congo-Brazzaville, Dahomey, Haute-Volta, Côte d’Ivoire, Tchad, Gabon, République centrafricaine[1]. Le Sénégal et le Mali seront admis le 28 septembre[2] et le Nigeria le 7 octobre[3].
- 12 octobre : débat houleux à l’Assemblée générale de l’ONU. Pour protester contre l’intervention du délégué philippin qui assimile les pays d’Europe de l’Est à des colonies de l’URSS, Khrouchtchev donne un coup de chaussure sur la table[4].
- Novembre : rupture sino-soviétique. Les relations entre les deux pays se détériorent du fait d’un désaccord idéologique sur l’interprétation du marxisme, en particulier en ce qui concerne la révolution dans les pays en voie de développement.
- 13-14 décembre : signature de la convention de Paris. L’OECE devient l’OCDE[5].
- 14 décembre : déclaration de l’ONU sur l’octroi de l’indépendance aux pays et peuples coloniaux[6].
- Trois milliards d’habitants sur la planète[7].

## Événements

### Afrique
- 1er janvier : indépendance du Cameroun[8].
- 6 janvier :
  - Modibo Keïta, venu en visite officielle au Dahomey en tant que président du gouvernement fédéral, est accueilli à coups de pierres à Ouidah par une population hostile[9].Harold Macmillan au Ghana.

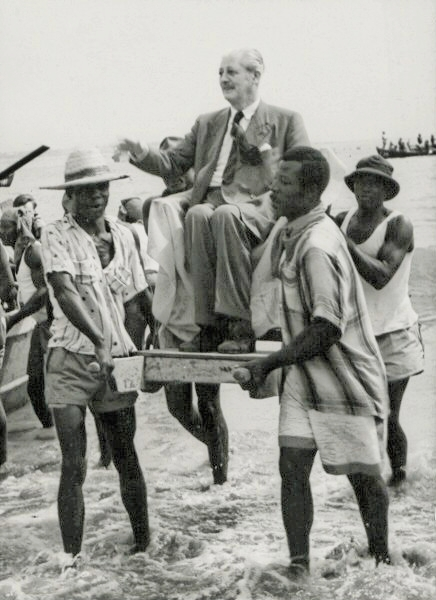
Harold Macmillan au Ghana.

  - Visite du Premier ministre britannique Harold Macmillan en Afrique. Il se rend au Ghana (6-11 janvier), au Nigeria (11-18 janvier), en Fédération d’Afrique centrale (18-27 janvier) et en Afrique du Sud (27 janvier-6 février)[10].
- 9 janvier : débuts des travaux de construction du barrage d’Assouan[11].
- 11 janvier : convention du lac Munkamba. Accord entre les tribus Luluwa et Baluba-lubilanji, au Congo belge, après trois mois de guerre[12].
- 20 janvier – 20 février : table ronde belgo-congolaise où des représentants congolais et belges fixent les étapes suivantes pour l’indépendance du Congo belge, au palais des congrès de Bruxelles[13]. Refus des nationalistes d’accepter le régime parlementaire proposé par les Belges. Ils demandent l’indépendance, ce que la métropole accepte. Le 27 janvier, la date de l’indépendance est fixée au 30 juin[14].
- 23 - 30 janvier : IIe conférence des Peuples africains à Tunis[15].

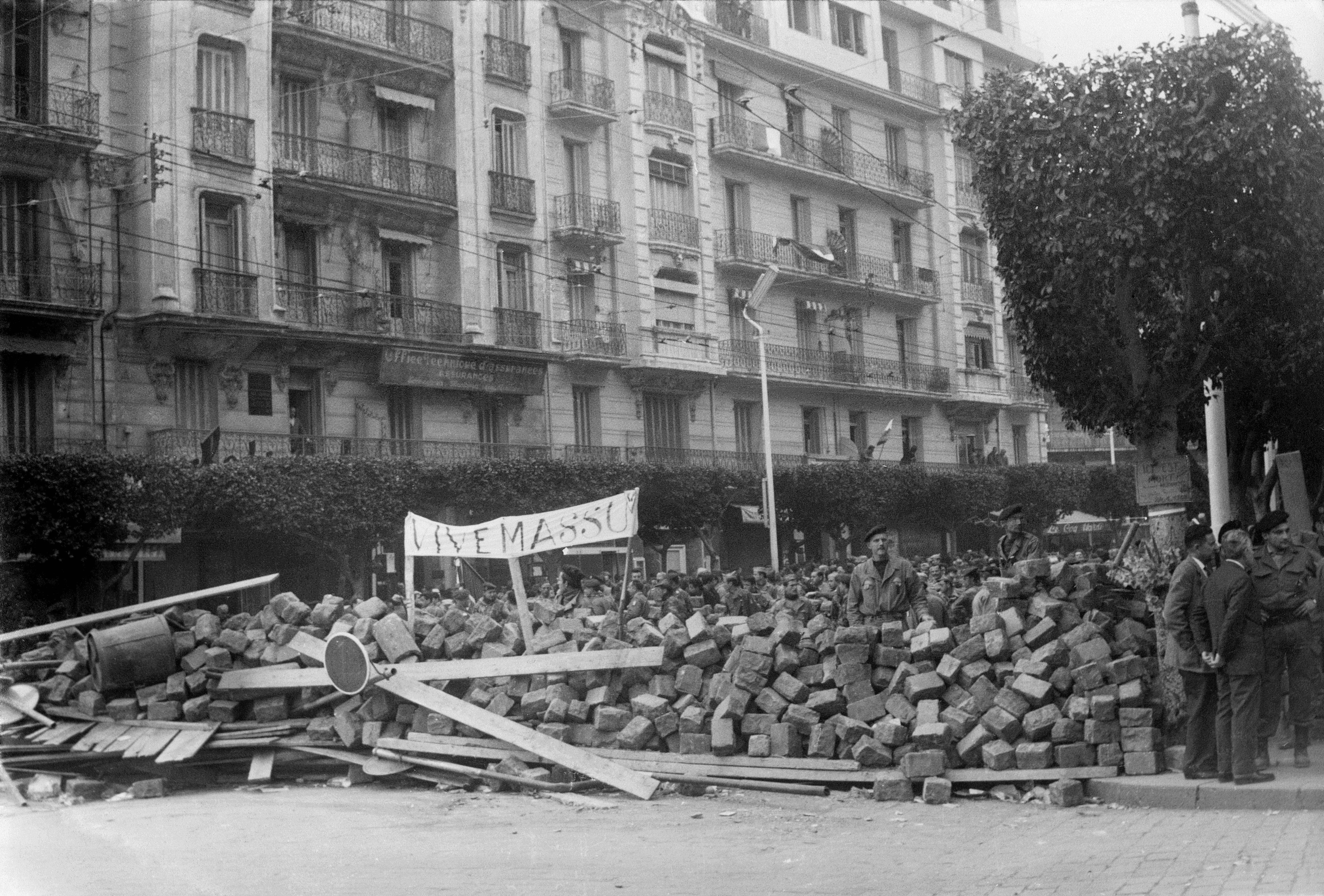
24 janvier- : semaine des barricades à Alger

- 24 janvier - 1er février : en Algérie, « semaine des barricades » à Alger après la destitution du général Massu (19 janvier. Une fusillade fait 20 morts[16].

- 3 février : Wind of Change, discours prononcé par le Premier ministre britannique Harold Macmillan devant le parlement sud-africain au Cap, qui annonce la fin de l’empire britannique. Il condamne la politique d’apartheid au nom du « vent du changement » qui fait « monter la conscience nationale » dans tout le continent africain[17].
- 13 février : la France fait exploser Gerboise bleue, sa première bombe atomique à Reggane, dans le Sahara[18]. Le Maroc proteste énergiquement. Elle est suivie de Gerboise blanche (1er avril) et Gerboise rouge (27 décembre).
- 21 février : une nouvelle constitution est adoptée au Cameroun par référendum avec 60 % de suffrages. Elle est promulguée le 4 mars[19].
- 29 février : un tremblement de terre de magnitude 6,7 fait plus de 12 000 victimes à Agadir au Maroc[20].
- Février : deux membres de l’Union nationale mauritanienne sont arrêtés pour avoir préconisé l’union de leur pays avec la Fédération du Mali[21].

- 3-5 mars : voyage d’inspection de trois jours en Algérie du général de Gaulle. Au cours de cette « tournée des popotes », il déclare que la question algérienne ne pourra être réglée qu’après la victoire des armées françaises[16].

- 21 mars : émeutes et massacre de Sharpeville, près de Johannesburg en Afrique du Sud[18]. La police ouvre le feu sur un groupe de manifestants noirs non armés : 69 morts et 180 blessés.

- 4 avril : accords sur l'indépendance de la Fédération du Mali[22].
- 10 avril : élections législatives au Cameroun[23].
- 19 avril, New York : création de la SWAPO (Organisation du peuple d’Afrique du Sud-Ouest)[24].
- 27 avril : indépendance du Togo[8]. Ancienne colonie allemande, le pays était sous administration déléguée de l’ONU.
- Avril : le président guinéen Sékou Touré accuse les dirigeants de la Fédération du Mali de se livrer, en accord avec la France, à des menées subversives contre son pays[21].

- 5 mai : Ahmadou Ahidjo est élu président du Cameroun[23].
- 6 mai : création au Cameroun de la Garde Civique Bamileké, qui devient la Garde Civique Nationale de l’Ouest (G.C.N.O.) en 1963, milice gouvernementale. Elle est chargée de lutter contre les rebelles de l’UPC, qui harcèlent les troupes gouvernementales[25].
- 17 mai : inauguration par la reine mère Elisabeth du barrage de Kariba sur le Zambèze (Rhodésie). Avec ses 270 km de longueur, ce lac artificiel est à ce jour le plus grand du monde[26].

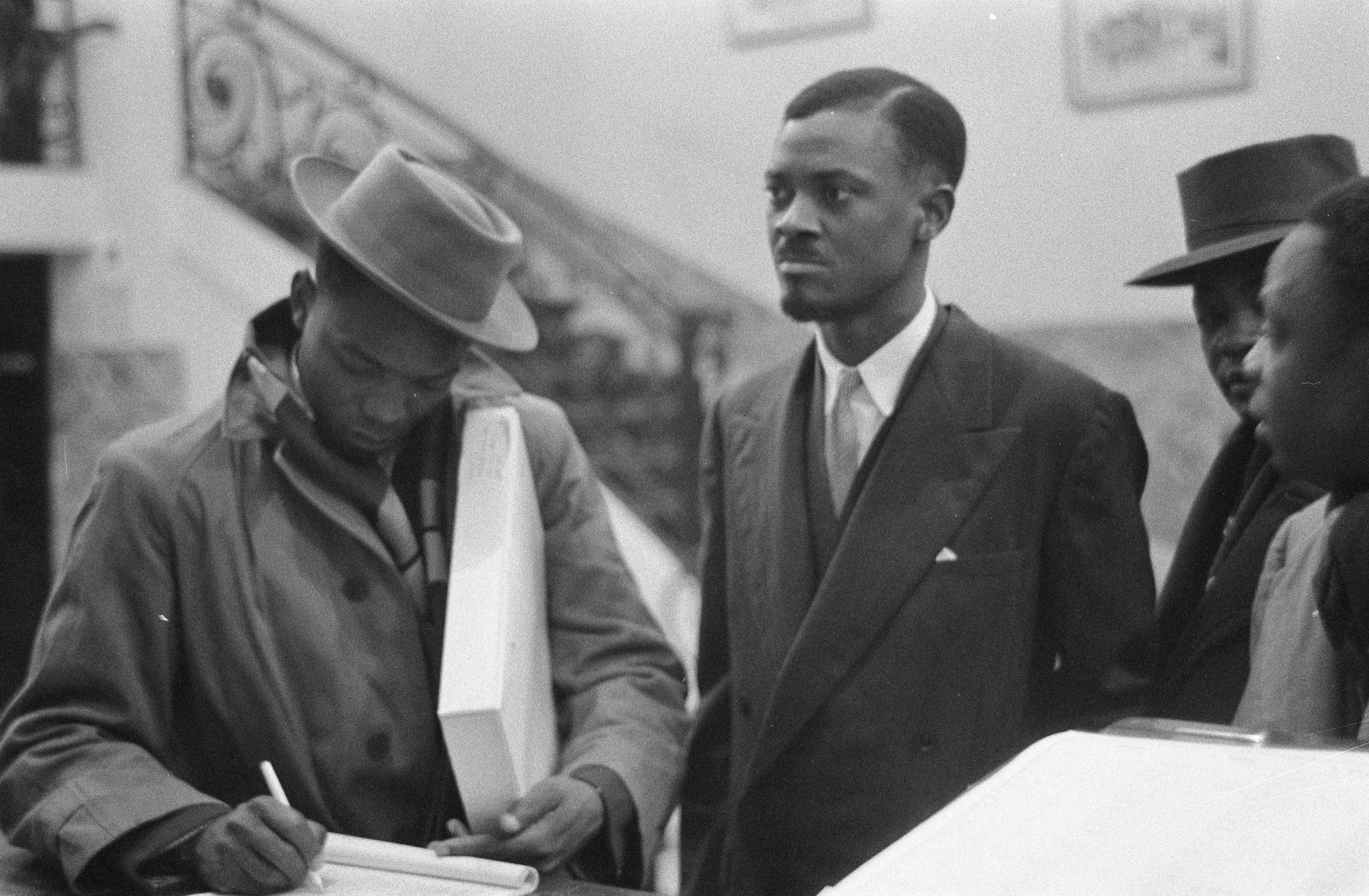
Lumumba à Bruxelles lors de la table ronde belgo-congolaise.

- 15 - 25 mai : Élections législatives congolaises. Patrice Lumumba et le MNC revendiquent la victoire le 31 mai[27].
- 8 et 25 juin : arrestation du leader du MPLA (Mouvement populaire de libération de l’Angola) Agostinho Neto (8 juin) et du père Pinto de Andrade (25 juin)[28]. Une manifestation pacifique de soutien à Agostinho Neto est dispersée dans le sang dans le village de Catete, faisant 30 morts et 200 blessés[29].
- 10 juin : rencontre secrète à l’Élysée entre de Gaulle et Si Salah, le chef de la wilaya IV. dans le cadre de l’opération Tilsitt, tentative de la part du gouvernement français de négocier une paix séparée[16].
- 14 juin : de Gaulle se prononce pour « l’Algérie algérienne » et invite les « dirigeants de l'insurrection » à venir en France négocier la sortie de la crise[16].
- 15 juin : le Parlement belge vote la loi modifiant la loi fondamentale provisoire relative au Congo, ce qui permet à Moïse Tshombe de former un gouvernement homogène au Katanga[27].
- 15 - 24 juin : IIIe Conférence des États africains indépendants à Addis-Abeba[30].
- 20 juin : indépendance de la Fédération du Mali, formée du Mali et du Sénégal. Elle éclate au mois d’août[31].
- 25-29 juin : échec des pourparlers de Melun entre le gouvernement français et le GPRA[16].
- 26 juin :
  - Indépendance de Madagascar. Philibert Tsiranana, président de la République malgache (fin en 1972)[8]. Mais l'île reste étroitement liée à la France par des accords de coopération.
  - À la veille de l’indépendance du Congo belge, la CONAKAT essaie de proclamer l’indépendance d’une des régions, le Katanga, ce qui est empêché par les services secrets belges[32].
- 27 juin : indépendance du Somaliland[8].
- 30 juin : indépendance du Congo belge vis-à-vis de la Belgique. Joseph Kasa-Vubu est élu président le 24 juin par le Parlement élu en mai[33]. Lors de la cérémonie d’indépendance le premier ministre Lumumba fait un discours inattendu très critique vis-à-vis du passé colonial, qui sera qualifié d’insolent[34].

- 1er juillet :
  - La Somalie proclame son indépendance et fusionne avec le Somaliland[35]. Le nouvel État se donne pour mission de réunir tous les peuples somali de la Corne de l’Afrique (Somalie, Somaliland, Djibouti, le nord du Kenya et l’Ogaden éthiopien).
  - Le Ghana, indépendant depuis 1957, devient une république[36] ; le pays reste membre du Commonwealth.
- 5 juillet : début de la crise congolaise (fin en 1965). Après l’indépendance du Congo-belge, l’armée nationale étant toujours dirigée par des officiers blancs, les soldats noirs se rebellent, tuent leurs officiers et violent leurs femmes. Le premier ministre Lumumba répond par l’africanisation des cadres et un doublement de solde. Mais la Belgique refuse et envoie des troupes aéroportées. Le premier ministre Lumumba appelle alors les Soviétiques à l’aide, ce qui pousse la Belgique à retirer ses troupes. Le 11 juillet, le Katanga, riche région minière du sud, tente une sécession sous la conduite de Moïse Tshombe : l’État du Katanga ne sera reconnu et appuyé financièrement que par la Belgique[13]. Le général Mobutu envoie Lumumba au Katanga où celui-ci est assassiné (1961). La sécession katangaise est finalement brisée par les forces de l’ONU le 15 janvier 1963.
- 7 juillet : le Conseil de sécurité des Nations unies adopte la résolution 142 entérinant l’admission de la république du Congo comme nouveau membre de l’Organisation[37].

- 1er août : indépendance du Dahomey (Bénin actuel)[38].
- 3 août : indépendance du Niger

.
- 5 août : indépendance de la Haute-Volta (actuel Burkina Faso)[40].
- 7 août : indépendance de la Côte d’Ivoire[18].
- 8 août : l’État minier du Sud-Kasaï proclame son indépendance sous la présidence d’Albert Kalonji, à l’instigation de la Belgique[13].
- 11 août : indépendance du Tchad, président François Tombalbaye[18].
- 13 août : l’Oubangui-Chari devient indépendant sous le nom de République centrafricaine[18].
- 15 août : indépendance de la république populaire du Congo (Congo Brazzaville)[18].
- 17 août : indépendance du Gabon[18].
- 20 août : le Sénégal quitte la Fédération du Mali et déclare son indépendance. Sénégalais et Soudanais sont opposés sur les principes démocratiques et politiques (fédéralisme et pluralisme pour le Sénégal, État unitaire et parti unique pour le Soudan)[18].

- 5 septembre :
  - Chute de Patrice Lumumba, Premier ministre du Congo. Joseph Ileo le remplace[41].
  - Le général de Gaulle affirme que « l’Algérie algérienne est en marche »[16].
- 6 septembre : 121 personnes, dont Jean-Paul Sartre, signent un manifeste pour défendre le droit à l’insoumission dans la guerre d’Algérie[42]. Cette déclaration fait scandale.
- 12 septembre : l’état de siège est proclamé sur tout le territoire du Mali, qui vit déjà depuis le 30 août sous le régime de l’état d’urgence[21].
- 14 septembre : coup d’État au Congo par le colonel Joseph Mobutu[41].
- 22 septembre : le socialiste Modibo Keïta proclame l’indépendance de la république du Mali après l’échec de la Fédération du Mali. Il instaure un régime présidentiel fortement centralisé[18].

- 1er octobre : l’indépendance du Nigeria est concédée par le Royaume-Uni[8]. Nnamdi Azikiwe est nommé gouverneur général du Nigeria le 16 novembre (fin le 1er octobre 1963)[43].
- 5 octobre : référendum sur la République en Afrique du Sud[44].
- 22 octobre : annonce du transfert forcé à Khashm El Girba, sur l’Atbara, d’environ 52 000 Nubiens qui ont refusé de quitter leurs villages de la région de Wadi Halfa, en conséquence de la construction du haut-barrage d’Assouan. La population se soulève[45].
- 26 octobre : conférence de l’organisation des pays africains francophones à Abidjan. Ils décident de se doter d’une compagnie aérienne commune, Air Afrique[46].
- Octobre : tentative de fusion entre le MPLA et l’UPA (Union populaire de l’Angola) de Roberto Holden dans le Front commun populaire des populations de l’Angola[47].

- 3 novembre : assassinat du président de l’UPC Félix-Roland Moumié à Genève par les services secrets français, alors qu’il s’apprêtait à ouvrir des « bases révolutionnaires » au Congo[48].
- 4 novembre : de Gaulle se prononce pour « la République algérienne »[16].
- 5 novembre : aide américaine au Mali (ciment, véhicules, produits pétroliers)[21].
- 9 novembre : Hamani Diori est élu président du Niger[23].
- 13 novembre : un traité de coopération est signé à Yaoundé entre le Cameroun et la France[39].
- 24 novembre : accords de coopération entre le Mali et Israël[49].
- 27 novembre : 
  - Félix Houphouët-Boigny est élu président de la Côte d’Ivoire (fin en 1993)[18].
  - La constitution de la Haute-Volta est approuvé par 99,5 % des votants[40].
- 28 novembre : indépendance de la Mauritanie[18].
- Novembre : incidents à la frontière du Mali et de la Mauritanie, qui ont fait en quatre mois onze morts et plusieurs blessés graves[21].

- 9 décembre - 13 décembre : manifestations contre De Gaulle lors de son voyage à Alger et à Oran[16]. 120 morts (dont 8 Européens) selon le bilan officiel.
- 13 décembre : Maurice Yaméogo est élu président de la république de Haute-Volta[40].
- 13 décembre : tentative de coup d’État contre Hailé Sélassié en Éthiopie[50].
- 14 décembre : adoption à l’assemblée générale de l’ONU d’une « déclaration sur l’octroi de l’indépendance aux peuples colonisés »[51]. Un Comité de décolonisation sera créé en 1961.
- 15-19 décembre : conférence de l’organisation des pays africains francophones à Brazzaville[52].

### Amérique

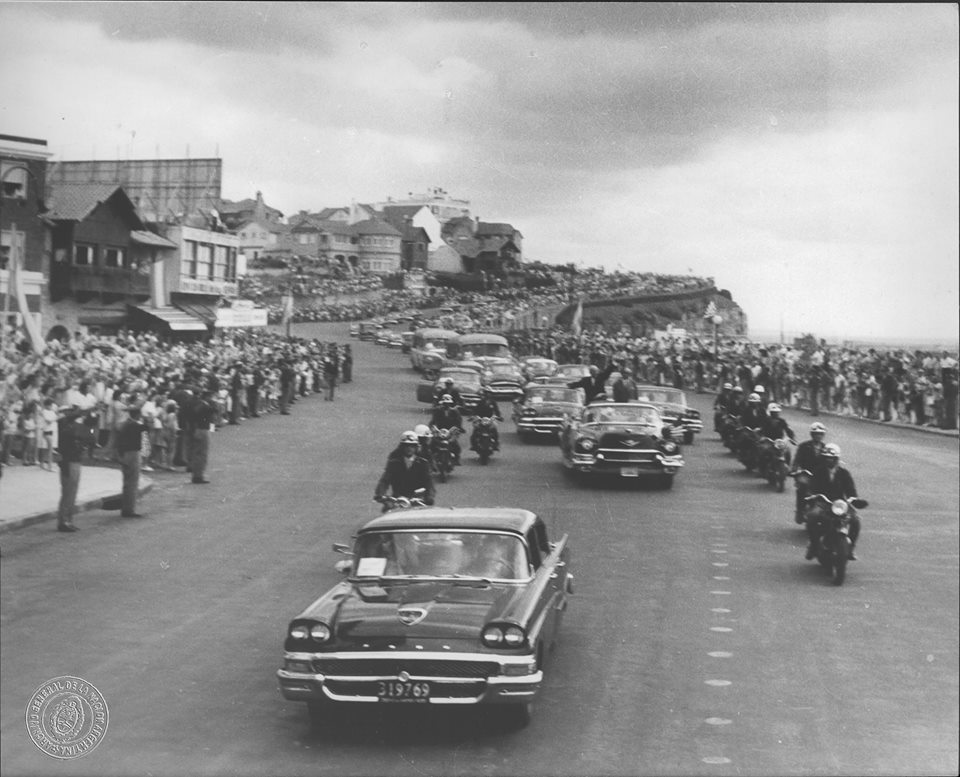
27 février : visite d’Eisenhower à Mar del Plata, en Argentine.

- 20 janvier : arrestation de 21 personnes soupçonnées de tentative de coup d’État au Venezuela[53].

- 4 février : Cuba, le vice-président du Conseil des ministres soviétique Anastase Mikoyan arrive à La Havane[54]. Un accord commercial est signé le 13 février. La révolution cubaine se rapproche de l’Union soviétique et rompt avec les États-Unis. Fidel Castro réclame aux États-Unis une assistance économique exorbitante de 30 milliards de dollars, qui lui est refusée. Il se tourne alors vers l’URSS qui lui accorde une aide de 100 millions de dollars et promet d’acheter un million de tonnes de sucre par an[55].
- 18 février : traité de Montevideo instituant une Association latino-américaine de libre commerce (ALALC) réunissant l’Argentine, le Chili, le Brésil et l’Uruguay. L’ensemble des pays d’Amérique du Sud et le Mexique la rejoindront avant 1968. Son objectif et de faciliter les échanges commerciaux par la négociation produit par produit et l’établissement d’une zone de libre-échange en 12 ans[56].
- 23 février-3 mars : voyage d’Eisenhower en Amérique latine (Argentine, Brésil, Chili et Uruguay)[57].

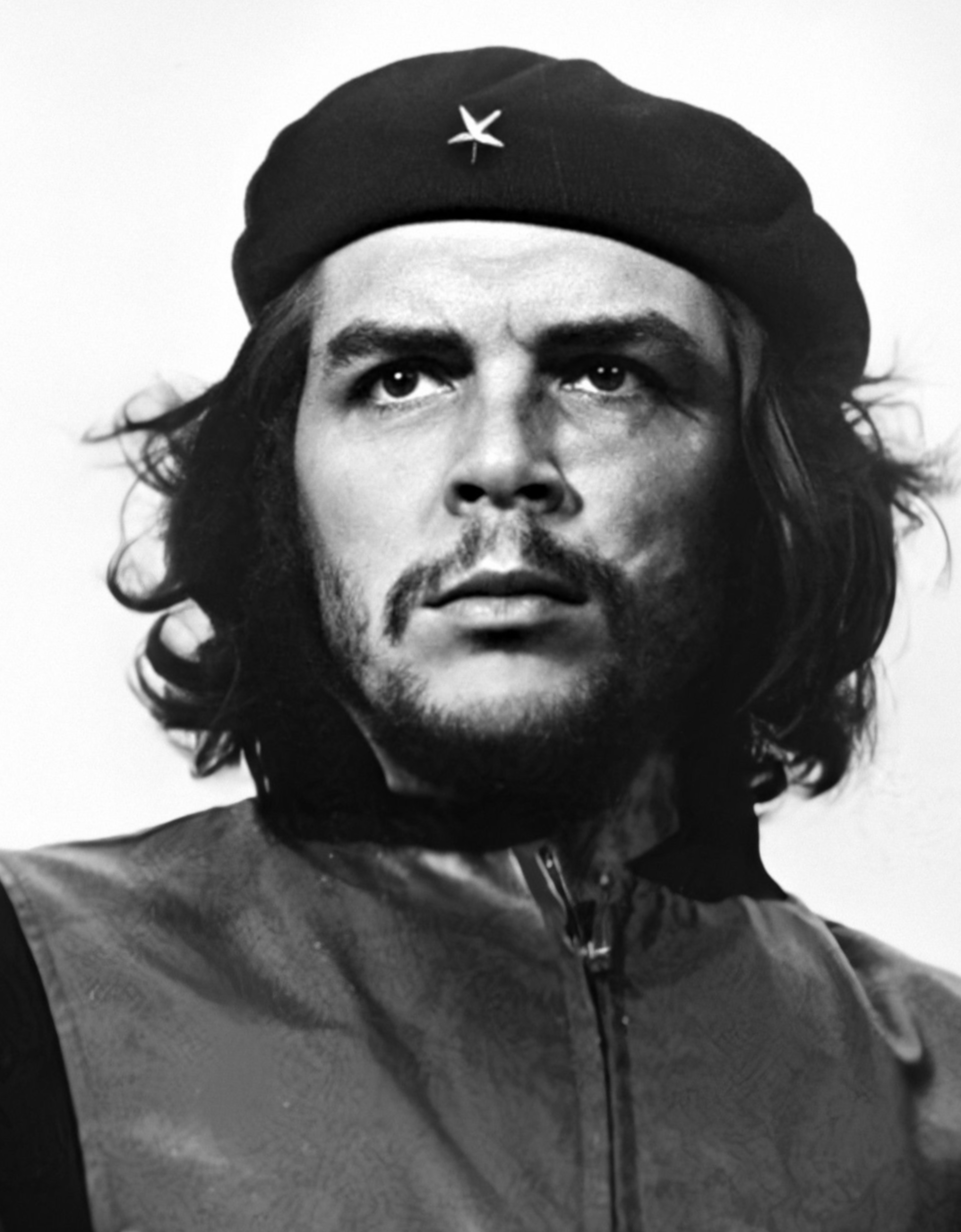
Guerrillero Heroico, portrait de Che Guevara pris le 5 mars lors des funérailles des victimes de l’explosion de la Coubre.

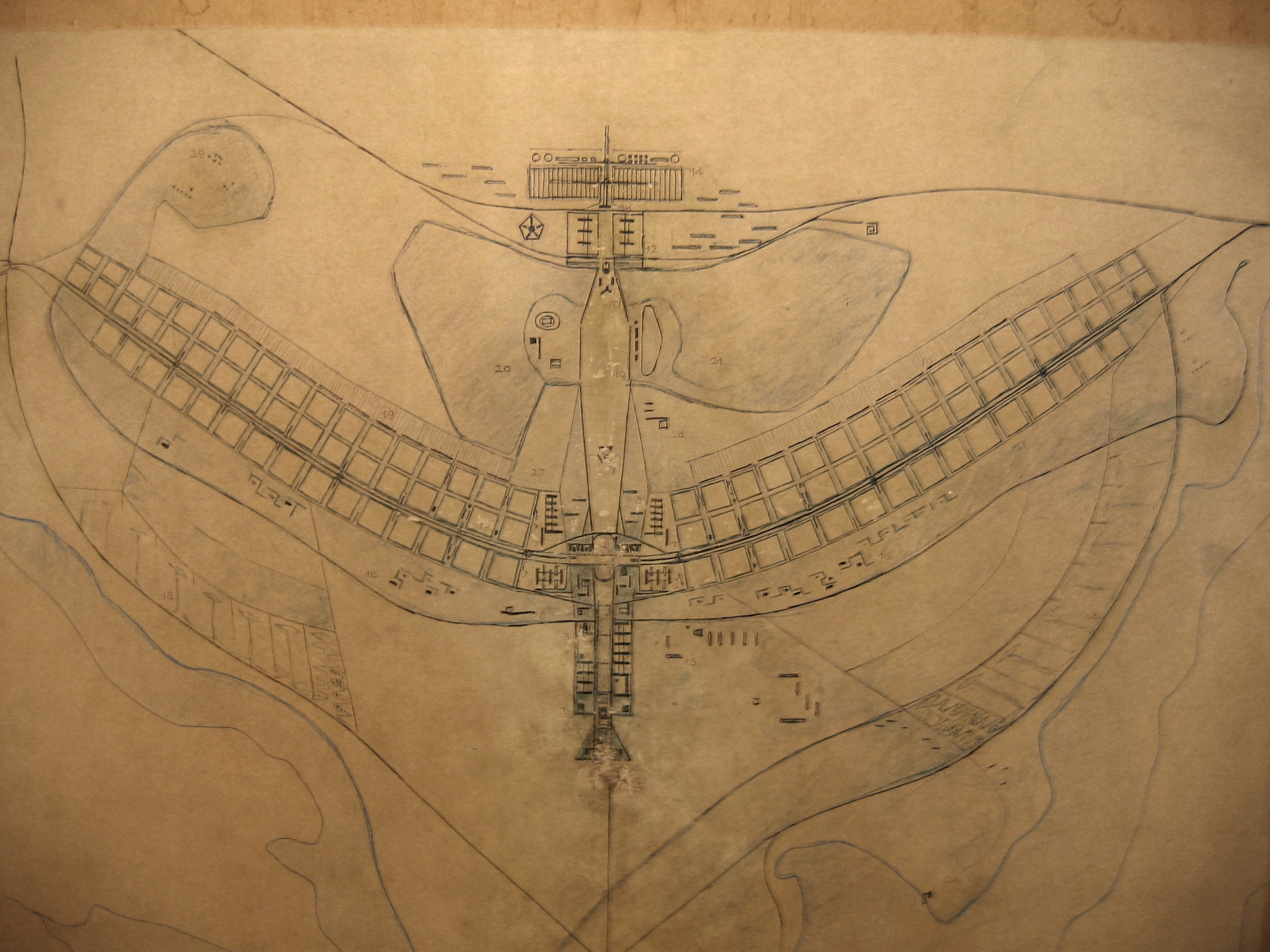
Projet Brasilia

- 4 mars : explosion de la Coubre, cargo français qui déchargeait des munitions belges dans le port de La Havane[55].
- 5 mars : loi de réforme agraire au Venezuela[53].
- 17 mars : le président Eisenhower autorise l’entraînement d’exilés cubains pour renverser Castro[55]. En août, un camp d’entraînement nord-américain est installé au Guatemala en vue d’une intervention à Cuba, dont les services secrets cubains apprennent l’existence[56].

- 21 avril : inauguration de Brasilia comme nouvelle capitale du Brésil, succédant à Rio de Janeiro[58]. Les premiers bâtiments furent construits en mille jours, avant cette inauguration.

- 8 mai : des relations diplomatiques sont établies entre Cuba et l’Union soviétique, puis Cuba importe du pétrole russe à meilleur prix que celui du Venezuela[59]. Mais les compagnies américaines installées à Cuba refusent de le raffiner et Castro les confisque. En réaction, Eisenhower annule le 22 juin le quota dont disposait Cuba dans les importations nord-américaines de sucre. Castro répond le 6 juillet en confisquant toutes les compagnies nord-américaines de l’île (téléphone, mines, cigarettes, etc.)[55].
- 11 mai : Adolf Eichmann, criminel nazi en fuite, est enlevé à Buenos Aires par une équipe du Mossad pour être jugé en Israël[60].

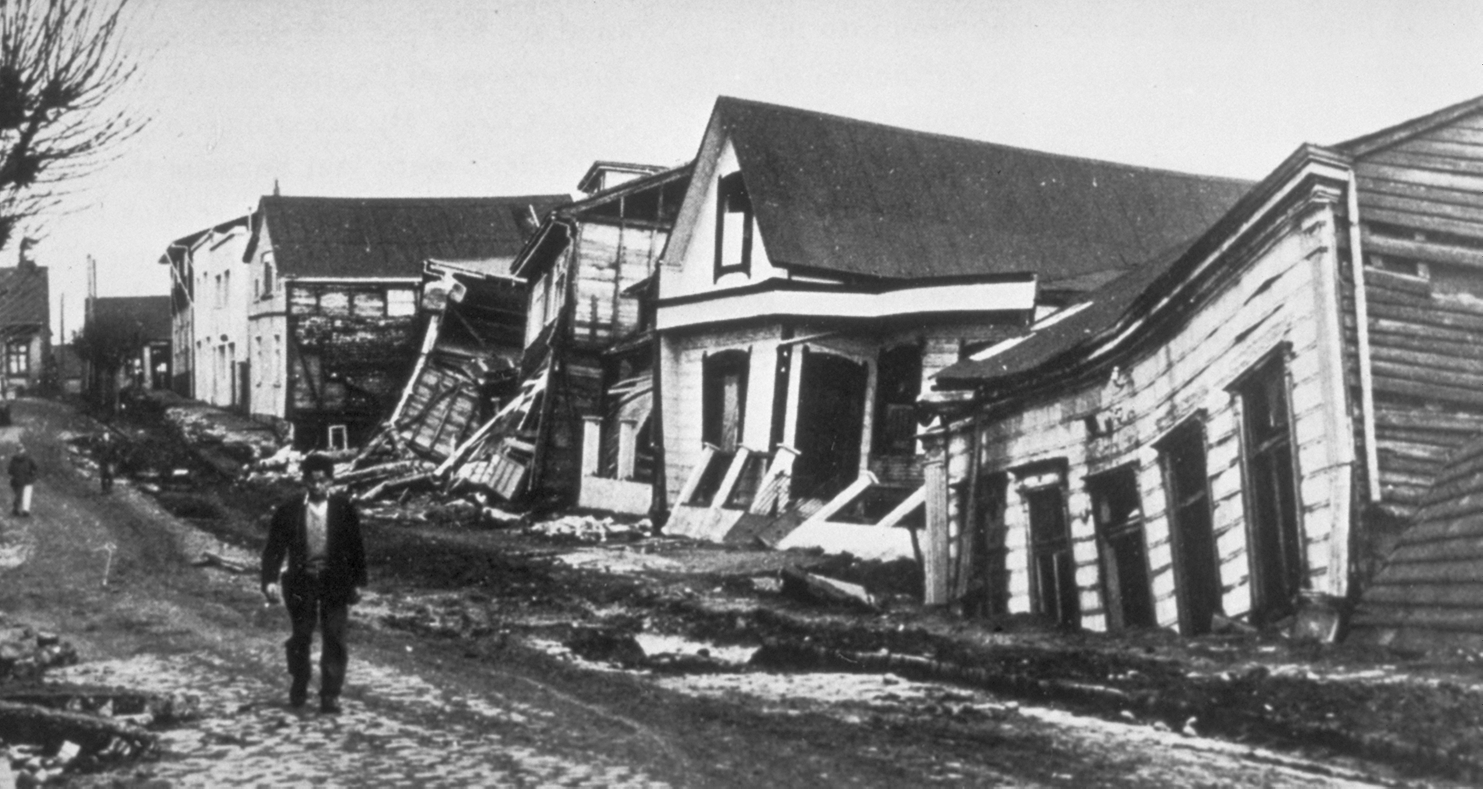
22 mai : tremblement de terre de Valdivia

- 21-22 mai : tremblements de terre au Chili à Concepción et à Valdivia (magnitude 9,5)[61], il fait 2 000 morts sur place et 250 du fait des tsunamis au Japon, aux Philippines, en Alaska et aux îles Hawaii.

- 22 juin : Jean Lesage, du Parti libéral du Québec, devient Premier ministre à la suite d’élections provinciales. Il préconise « la révolution tranquille ». L’Union nationale d’Antonio Barrette perd le pouvoir[62].
- 24 juin : attentat manqué contre le Président vénézuélien Romulo Betancourt, commandité par le dictateur dominicain Trujillo ; en août, la République dominicaine est sanctionnée par l’Organisation des États américains[63].
- 9 juillet : Khrouchtchev déclare que « l’URSS tend la main au peuple de Cuba, et au besoin, elle a des fusées pour le défendre »[59].
- 6 août : Víctor Paz Estenssoro (MNR) est élu, pour la deuxième fois président de Bolivie (fin en 1964)[64].
- 7 août : nationalisation des entreprises américaines sur le territoire cubain par Fidel Castro[65]. Durant l’été Castro nationalise aussi toutes les banques et quelque 380 entreprises cubaines. Eisenhower décrète alors l’embargo économique total[56].
- 29 août : l'ouragan Donna se forme près des îles du Cap-Vert, traverse l'Atlantique pour frapper la côte est des États-Unis. Il se dissipe le 14 septembre[66].

- 13 septembre : , considéré comme le plus destructeur par les américains, tue 30 personnes et laisse derrière lui des milliers des sans-abri sur la côte atlantique, de la Floride au Canada.

- 1er septembre : José María Velasco Ibarra revient au pouvoir en Équateur pour un an[67]. Dérivant vers la dictature, il provoque un coup d’État militaire (7 novembre 1961).
- 14 septembre : le Venezuela adhère à l’OPEP[68].

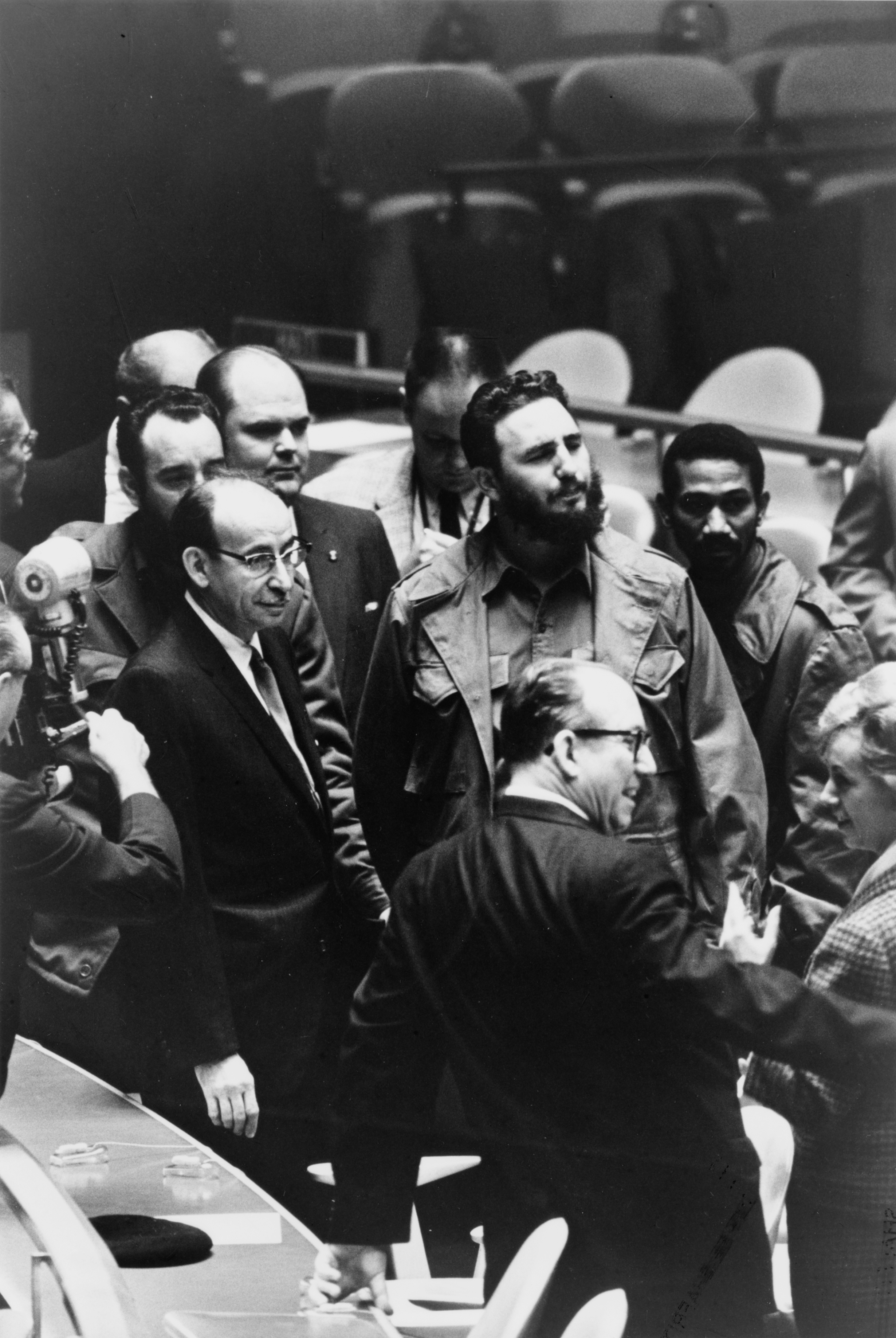
Fidel Castro à l’Assemblée générale des Nations unies le 22 septembre

- 28 septembre : Cuba, Castro créé des Comités de défense de la révolution (CDR) pour mobiliser la population contre une éventuelle invasion, mais aussi pour la surveiller et l’encadrer[69]. Un ordre autoritaire se met en place. La justice perd son indépendance, les syndicats sont contrôlés par le gouvernement, la presse est muselée. Des réformes sont lancées. Le régime parvient grâce à une grande campagne, à éradiquer l’analphabétisme. La santé, le logement reçoivent une attention prioritaire[56].

- 14 octobre : loi de réforme urbaine, qui supprime la propriété foncière locative à Cuba, supprimant la classe des propriétaires fonciers urbains[69].
- 19 octobre : les États-Unis mettent l’embargo commercial sur les exportations destinées à Cuba[69].

- 8 novembre : élection de John Fitzgerald Kennedy comme président des États-Unis[70].
- 13 - 18 novembre : de jeunes officiers se révoltent au Guatemala contre le président Ydígoras. C’est un échec, mais un mouvement de guérilla combat le régime pendant plus de trente ans[71]. Les inégalités criantes entre les Mayas et le reste de la population favorisent les mouvements de guérilla parmi les autochtones qui sont réprimés avec une extrême violence par l’armée et par les groupes d’extrême droite appuyés par les gouvernements successifs. La répression atteint son paroxysme dans les années 1970.

- 13 décembre : signature du traité général d’intégration économique centraméricaine. Il prévoit un délai de cinq ans pour la création d’un marché commun (MCCA) entre le Costa Rica, le Salvador, le Honduras, le Nicaragua et le Guatemala, réduit de fait à une zone de libre-échange. Aucune mesure réelle n’est prise[56].
- 31 décembre : Castro accuse Eisenhower de préparer une invasion de Cuba et réduit le personnel de l’ambassade des États-Unis[56].

### Asie
- 1er janvier :
  - Entrée en vigueur de la deuxième constitution de la république démocratique du Viêt Nam (Nord)[72]. Le pays est soutenu par l’Union soviétique et la Chine.
  - Les Chinois n’ont plus le droit de posséder des commerces dans les campagnes d’Indonésie[73].
- 11 janvier : signature d’un accord entre l’Inde et le Pakistan occidental à propos de leurs frontières communes[74].
- 12 janvier : loi  de « simplification du système des partis politiques ». Le président indonésien Soekarno prend le contrôle de tous les partis politiques indonésiens[75].
- 19 janvier : ratification d’un traité de sécurité et de coopération d’une durée de dix ans entre les États-Unis et le Japon qui met définitivement fin à l’occupation du Japon par l’armée américaine[76].

- 5 mars : décret présidentiel no 3/1960 de Soekarno annonçant la dissolution du parlement indonésien[77].

- 4 avril : victoire retentissante de la faction de U Nu aux élections en Birmanie. Sa décision de promouvoir le bouddhisme au rang de religion d’État et sa tolérance vis-à-vis du séparatisme ethnique précipitent un coup d’État sans effusions de sang qui rétablit la domination militaire de Ne Win le 2 mars 1962[78].
- 12 avril : l’Inde est condamnée par la Cour internationale de justice de La Haye à laisser le droit de passage sur son territoire aux autorités portugaises pour accéder aux enclaves de Dadra et Nagar Haveli[79].
- 19 avril : au Cambodge, Pho Proeung est nommé Premier ministre[80].
- 29 avril : le dalaï-lama Tenzin Gyatso arrive à Dharamsala, en Inde, où il transfère le gouvernement tibétain en exil le 2 septembre[81]. En juin est ouvert le bureau du dalaï-lama à New Delhi[82], premier des 13 bureau du Tibet mis en place par le gouvernement tibétain en exil.

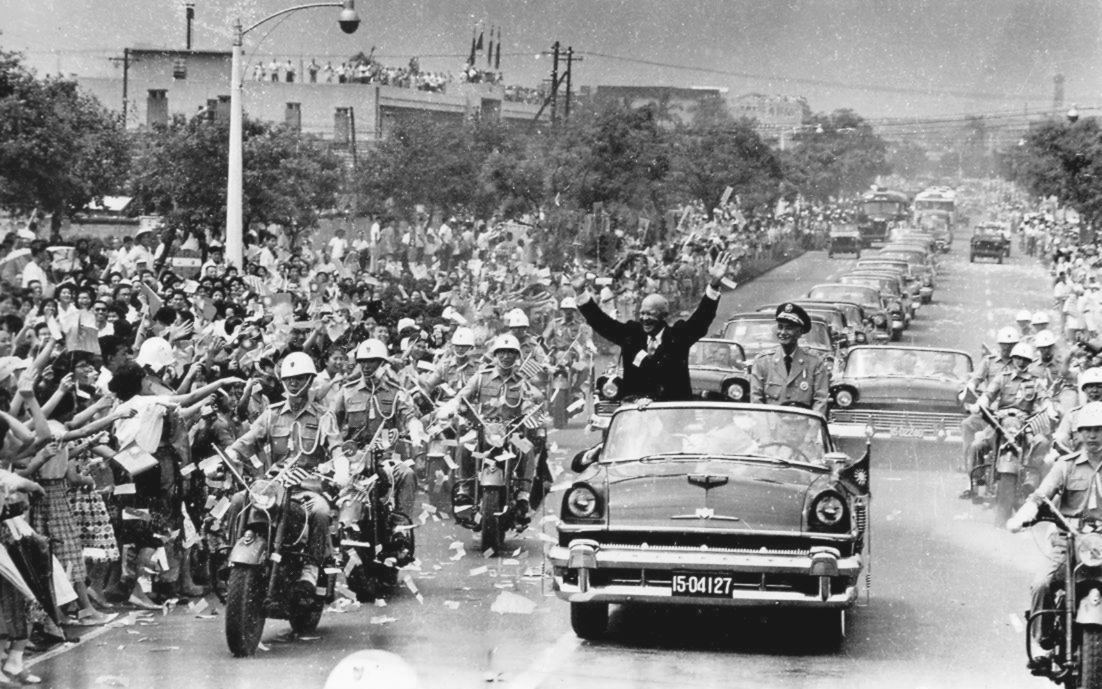
Eisenhower à Taïwan en juin 1960.

- 1er mai : Inde, le Gujarat est détaché de l’État de Bombay, qui devient l’État du Maharashtra[83].
- 12 juin : visite du  Président Eisenhower aux Philippines[84].

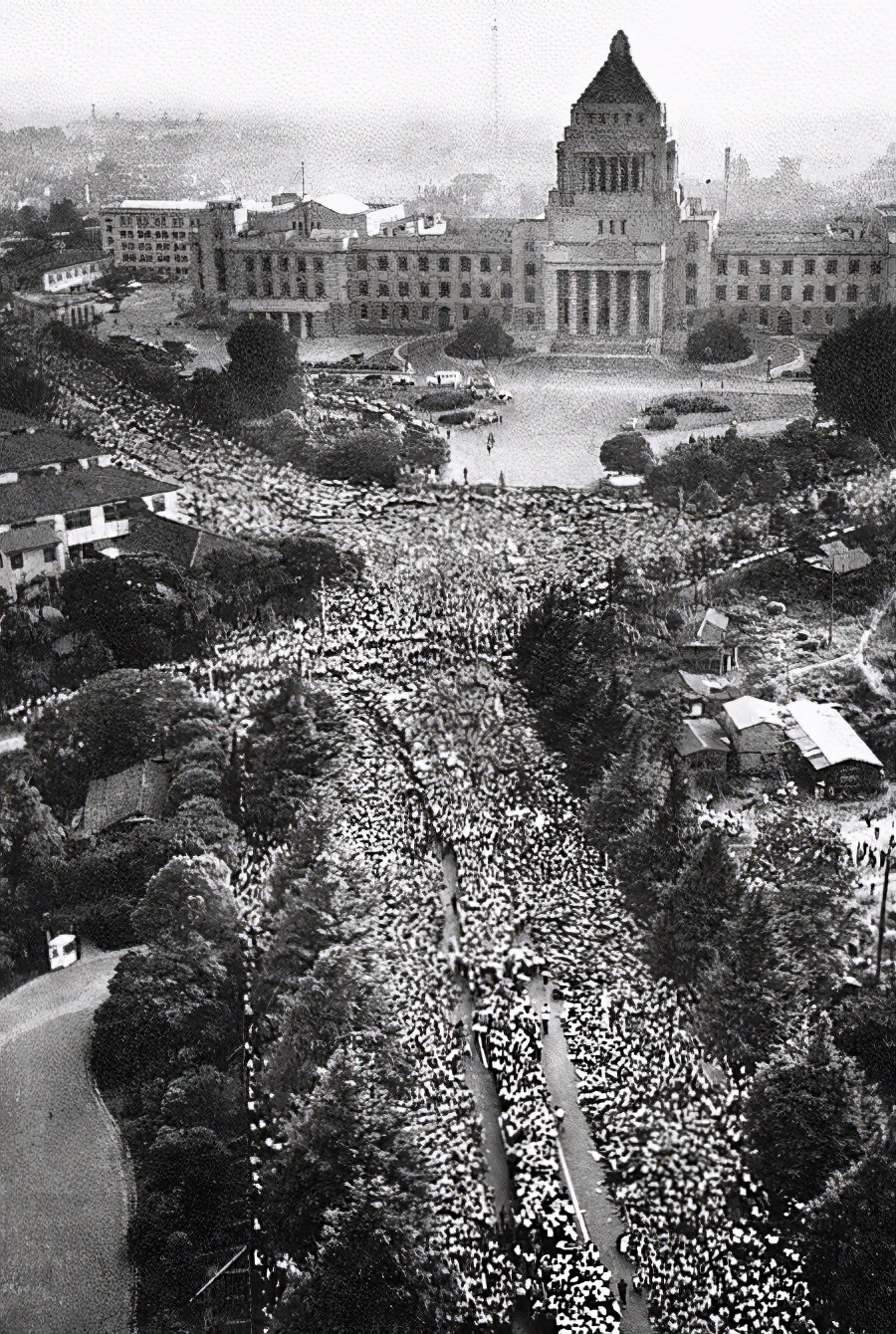
18 juin : manifestations contre le traité de coopération mutuelle et de sécurité entre les États-Unis et le Japon.

- 16 juin : le gouvernement japonais, dépassé par les manifestations antiaméricaines, est contraint d’annuler son invitation au Président Eisenhower[84].
- 20 juin : Norodom Sihanouk devient chef de l’État au Cambodge[80]. Sa politique de neutralité, soutenue par les pays socialistes, et des querelles frontalières le mène à la rupture avec la Thaïlande et le Viêt Nam du Sud, puis avec les États-Unis (1961-1964). L’étatisation de l’économie et la corruption de l’administration mécontentent le peuple.
- 25 juin : Indonésie, le Parlement Gotong Royong (« d’assistance mutuelle »), établi par nomination le 27 mars, est inauguré[85]. Il y siège les représentants de neuf partis politiques et de 21 « groupes fonctionnels ». En août, le Congrès consultatif du peuple est mis en place, composé du Gotong Royong, des représentants des régions et des « groupes fonctionnels ».

- 15 juillet : Nobusuke Kishi, premier ministre du Japon, démissionne devant l’agitation antiaméricaine[86] et est remplacé par Hayato Ikeda (19 juillet) qui promet le doublement du revenu national en dix ans, promesse qui sera plus que tenue[87].
- 16 juillet : le gouvernement soviétique informe le gouvernement chinois du rappel de 1390 spécialistes. La rupture sino-soviétique, qui s’est manifestée au grand jour lors de la réunion des Partis communiste à la conférence de Bucarest du 24 au 26 juin , est consommée[88].
- 20 juillet : pour la première fois au monde, une femme, Sirimavo Bandaranaike, est élue chef d’un gouvernement à Ceylan[89].

- 9 août : au Laos, le coup de force du capitaine neutraliste Kong Lê porte au pouvoir Souvanna Phouma (11 août). Le pays se déchire. La zone Vientiane, coincée entre le Nord dominé par les neutralistes et la Pathet Lao et le Sud aux mains de la droite, accepte d’être ravitaillée par un pont aérien soviétique, via Hanoi. Souvanna Phouma doit bientôt se réfugier au Cambodge (9 décembre)[90].
- 17 août :
  - Rupture des relations diplomatiques entre les Pays-Bas et l’Indonésie sur la question de la Nouvelle-Guinée néerlandaise[91]. Des accrochages se produisent entre des commandos indonésiens parachutés dans l’Irian et les forces néerlandaises.
  - Soekarno interdit le Masjumi et le parti socialiste indonésien[92].

- 2 septembre : première réunion du Parlement tibétain en exil[81]. La communauté tibétaine célèbre cette journée comme le Jour de la Démocratie.

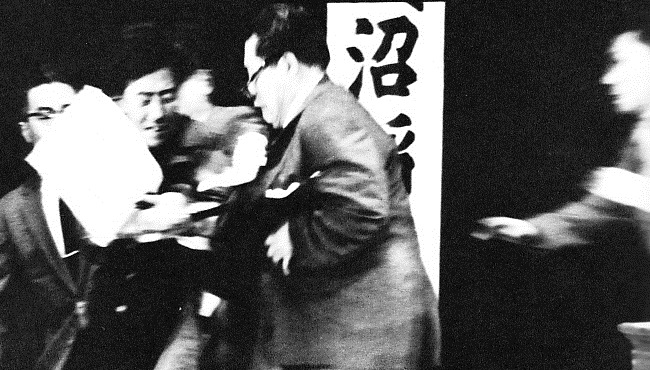
12 octobre : assassinat d’Inejirō Asanuma

- 12 octobre : assassinat du leader socialiste japonais Inejirō Asanuma[86].
- 24 octobre : l’explosion d’une fusée soviétique R 16 à Baïkonour fait environ 130 morts[93].

- 3 novembre : Chine, « douze mesures d’urgence » pour relancer la production agricole[94]. Face au désastre du « Grand Bond en avant », Liu Shaoqi, soutenu par Deng Xiaoping, engage des réformes[95].

- 15 décembre : le roi du Népal Mahendra déclare que le régime est corrompu et inefficace puis prononce la dissolution du gouvernement et du Parlement et suspend la constitution démocratique[96].
- 20 décembre : création du Front national de libération du Sud Viêt Nam (FNL, dit également Viêt Cong), organisant la résistance à la dictature de Diêm au Sud Viêt Nam[97]. Il organise la population rurale par le biais de l’autogestion[98]. Début de la guerre du Viêt Nam.

### Proche-Orient
- 5 janvier : combat aérien entre un chasseur à réaction jordanien et deux appareils israéliens au-dessus de la Jordanie[99].
- 6 janvier : les partis politiques sont à nouveau autorisés en Irak[100], à l’exception du parti Baas, un parti politique socialiste arabe qui reste dans la clandestinité[101]. Qasim veut ainsi minimiser l’importance des communistes. Sans rôle politique, ils finissent par disparaître en 1962.
- 9 janvier : début de la construction du barrage d’Assouan en Égypte, permettant l’irrigation de plus d’un million d’ha de terres et de cultures[102]. Sa construction menace plusieurs monuments dont les temples d’Abou Simbel qui devront être déplacés.

- 11 février : nationalisation de la Banque nationale d'Égypte et de la banque Misr[103]. Début d’un programme de  nationalisation en RAU entraînant le développement de l’appareil bureaucratique. Les postes à responsabilité en Syrie passent de plus en plus dans les mains des Égyptiens. La bourgeoisie industrielle syrienne est d’abord favorable à l’union qui, pense-t-elle, lui ouvre le marché égyptien par le biais des communautés syro-libanaises d’Égypte. Mais ces dernières sont spoliées par le nouveau régime et le pays n’entend pas ouvrir son marché intérieur aux syriens. Un sentiment nationaliste se développe en Syrie.

- 23 mai : l’enlèvement de Adolf Eichmann en Argentine par les Israéliens est annoncé à la Knesset par le premier ministre David Ben Gourion[104]. Cette annonce est acclamée debout par les députés présents.
- 24 mai : la presse est nationalisée dans toute la RAU[103].
- 27 mai : coup d’État militaire en Turquie. Le président Celâl Bayar et le gouvernement Menderes sont renversés par le général Cemal Gürsel[105]. L'armée intervient dans la vie politique turque pour mettre fin à l'autoritarisme et à l'islamisme du gouvernement démocrate. Rédaction d'une nouvelle constitution (approuvée à 61 % des voix) plus libérale et garantissant les principes intangibles d’Atatürk (laïcité, nation, réforme, état, république, peuple).

- 6 juillet : traité d’établissement relatif au statut des bases britanniques à Chypre signé à Nicosie[106]. Un traité de garantie est signé entre le Royaume-Uni, la Turquie et la Grèce.
- 24 juillet : l’Égypte (RAU) rompt ses relations diplomatiques avec l’Iran après la reconnaissance d’Israël par ce dernier[103].

- 9 août : les Majors décident une nouvelle baisse unilatérale de 10 % des prix du pétrole[107],[108].
- 16 août : la Constitution de la république de Chypre entre en vigueur. Chypre est indépendante de Royaume-Uni après 88 ans d’occupation coloniale[106].

- 14 septembre : les principaux pays exportateurs de pétrole (l’Irak, l’Arabie saoudite, l’Iran, le Koweït et le Venezuela) réunis à Bagdad décident de constituer l’Organisation des pays exportateurs de pétrole (OPEP) pour contrebalancer les pouvoirs de l’oligopole formée par les Sept Sœurs sur le marché pétrolier[68].

### Europe
- 3 janvier : évasion d’Álvaro Cunhal et de neuf autres dirigeants communistes portugais de la prison de Peniche[109].
- 4 janvier : la Convention de Stockholm crée l’Association européenne de libre-échange (AELE) qui regroupe l’Autriche, le Danemark, la Norvège, le Portugal, le Royaume-Uni, la Suède et la Suisse[110].
- 5 janvier : le déraillement d’un train à Monza en Italie fait quinze morts et des dizaines de blessés[111].
- 11 janvier : un décret gouvernemental légalise l’avortement en Pologne[112].
- 13 janvier : importantes inondations dans la région de Komotiní, dans le nord de la Grèce[113].
- 14 janvier : l’Union soviétique annonce une réduction d’environ un tiers de sa puissance militaire[114], mais les nations occidentales ne veulent pas suivre une telle proposition sans que l’URSS accepte de se soumettre à des contrôles.
- 16 janvier : ouverture à Londres d’une Conférence des ministres des Affaires étrangères de Grande-Bretagne, de Grèce et de Turquie sur l’avenir de Chypre[115].
- 28-31 janvier  : le sixième congrès du Parti communiste d’Espagne est tenu à Prague. Santiago Carrillo est élu secrétaire général du parti[116].

- 28 mars : consistoire de l’« arc-en-ciel ». Le pape Jean XXIII nomme les premiers cardinaux non blancs : un Africain, un Japonais et un Philippin[117].
- 5 mai : Khrouchtchev annonce qu’un avion américain a été abattu au-dessus du territoire soviétique[118]. Washington affirme qu’il s’agit d’un avion météorologique égaré.
- 5-7 mai : le Soviet suprême désigne Brejnev comme président de son présidium[119].
- 7 mai : Moscou annonce qu’elle détient le pilote, Gary Powers, et qu’il a reconnu avoir été chargé d’une mission d’espionnage sur un appareil spécialement conçu, l’U-2[120].

- 11 mai : 
  - Après avoir nié que le président ait été au courant, l’Administration américaine affirme le contraire et Eisenhower précise qu’il a lui-même autorisé ces vols en 1956 et qu’il se refuse à les arrêter[118]. Devant la réaction internationale, Eisenhower, arrivé à Paris, annonce officiellement que le survol du territoire russe par les U-2 est suspendu.
  - Mise en place du fonds social européen[121].
- 14 mai : conférence au sommet des quatre grandes puissances, à Paris, avec Eisenhower, Macmillan, Khrouchtchev et de Gaulle[118].
- 16 mai : devant le refus d’Eisenhower de faire des excuses publiques à l’URSS à la suite de l’incident de l’U-2 et de punir les responsables, Khrouchtchev boycotte la conférence de Paris[118].

- 5 juin : triple meurtre du lac Bodom, en Finlande[122].

- 21 juillet : loi Volkswagen qui limite à 20 % le droit de vote d’un actionnaire en RFA[123].

- 25 août-11 septembre : 17e Jeux olympiques à Rome[124].

- 27 septembre : le « plan Gomulka » proposant de créer une zone dénucléarisée comprenant les deux parties de l’Allemagne, la Pologne et la Tchécoslovaquie est présenté lors de l’Assemblée générale de l’ONU[4].

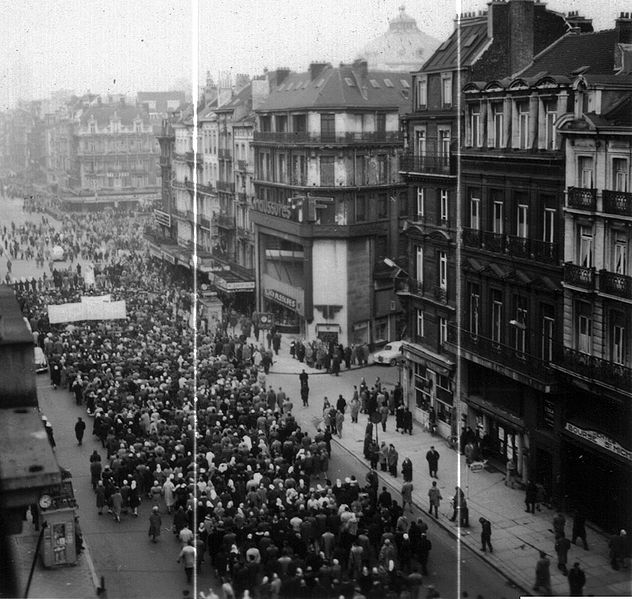
Grève générale en Belgique.

- 12 octobre : le président du conseil des ministres soviétique Nikita Khrouchtchev frappe sur son pupitre avec sa chaussure à l’Assemblée générale de l’ONU pour protester de la discussion sur la politique de l’Union soviétique à l’égard de l’Europe de l’Est[4].
- 10 novembre - 3 décembre : conférence mondiale réunissant 81 partis communistes à Moscou ; les communistes chinois et albanais contestent les thèses soviétiques de coexistence pacifique et y opposent l’idée de Mao que seul le « triomphe du socialisme dans le monde entier » peut empêcher la guerre (Deng Xiaoping)[88].
- 15 novembre : élections législatives danoises. Le social-démocrate Viggo Kampmann conserve son poste de Premier ministre[125].
- 10 décembre : début de la construction à Samara de l’oléoduc « Droujba » destiné à acheminer le pétrole soviétique vers les pays du COMECON (fin en 1964)[réf. souhaitée].
- 20 décembre : une grève générale éclate en Belgique contre la Loi unique. Elle dure vingt-quatre jours[126]. La question nationale oppose alors Wallons minoritaires aux Flamands majoritaires.

## Décès en 1960

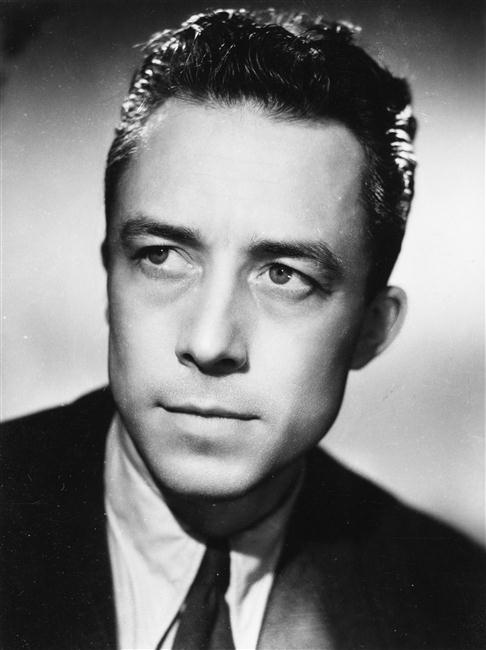
Albert Camus

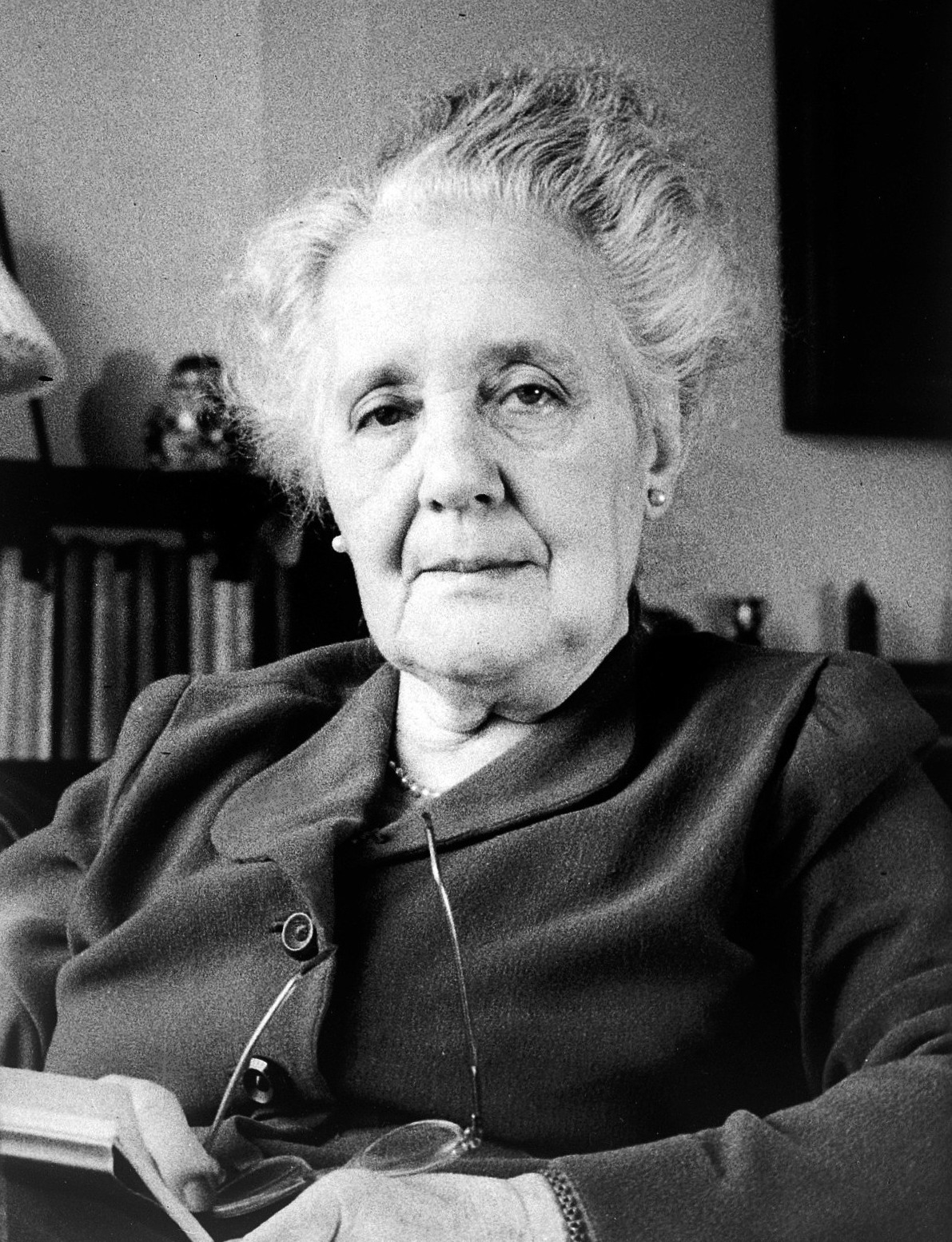
Melanie Klein

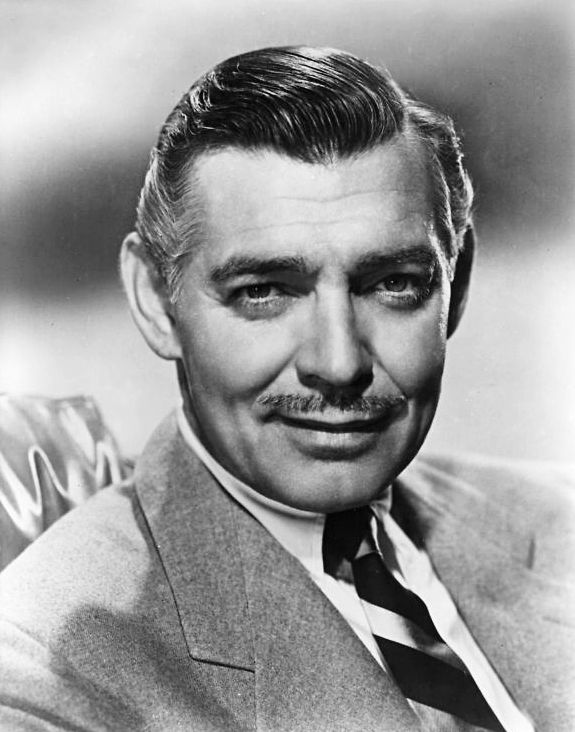
Clark Gable

Personnalités majeures décédées en 1960
- 2 janvier : Fausto Coppi (coureur cycliste italien)
- 3 janvier : Victor Sjöström (cinéaste et acteur suédois)
- 4 janvier : Albert Camus (écrivain français)
- 21 février : Jacques Becker (cinéaste français)
- 22 février : Paul-Émile Borduas (peintre canadien)
- 17 avril : Eddie Cochran (chanteur de rock 'n' roll américain)
- 17 mai : Jules Supervielle (écrivain français)
- 30 mai : Boris Pasternak (poète et romancier russe)
- 17 juin : Pierre Reverdy (poète français)
- 22 septembre : Melanie Klein (psychanalyste austro-britannique)
- 5 novembre : Mack Sennett (cinéaste américain)
- 16 novembre : Clark Gable (acteur américain)